# Súľovské vrchy
Súľovské vrchy jsou malý horský celek v severozápadní části Fatransko-tatranské oblasti
na severozápadním Slovensku, které se nachází mezi údolími Rajčianky a Váhem mezi městy Žilina,
Považská Bystrica a Rajec. Spadají pod velkoplošné chráněné území CHKO Strážovské vrchy.

## Geomorfologické členění
Dělí se na tři podcelky Skalky, Súľovské skály a Manínskou vrchovinu.
Nejhodnotnější je jejich centrální část, kde hřeben Súľovských skal s hřebenem Kečky uzavírá kotlinu s vesnicí Súľov-Hradná.

## Vrcholy
Nejvyššími vrcholy jsou Veľký Manín (890,6 m n. m.) a Žibrid (867 m n. m.). Seznam všech vrcholů s výškou nad 700 metrů ukazuje Seznam vrcholů v Súľovských vrších.